# Salix chaenomeloides
Espèce
Classification APG III (2009)
Salix chaenomeloides est une espèce de plantes à fleurs de la famille des Salicaceae. C'est un saule natif du Japon, de Corée et de Chine.

## Description

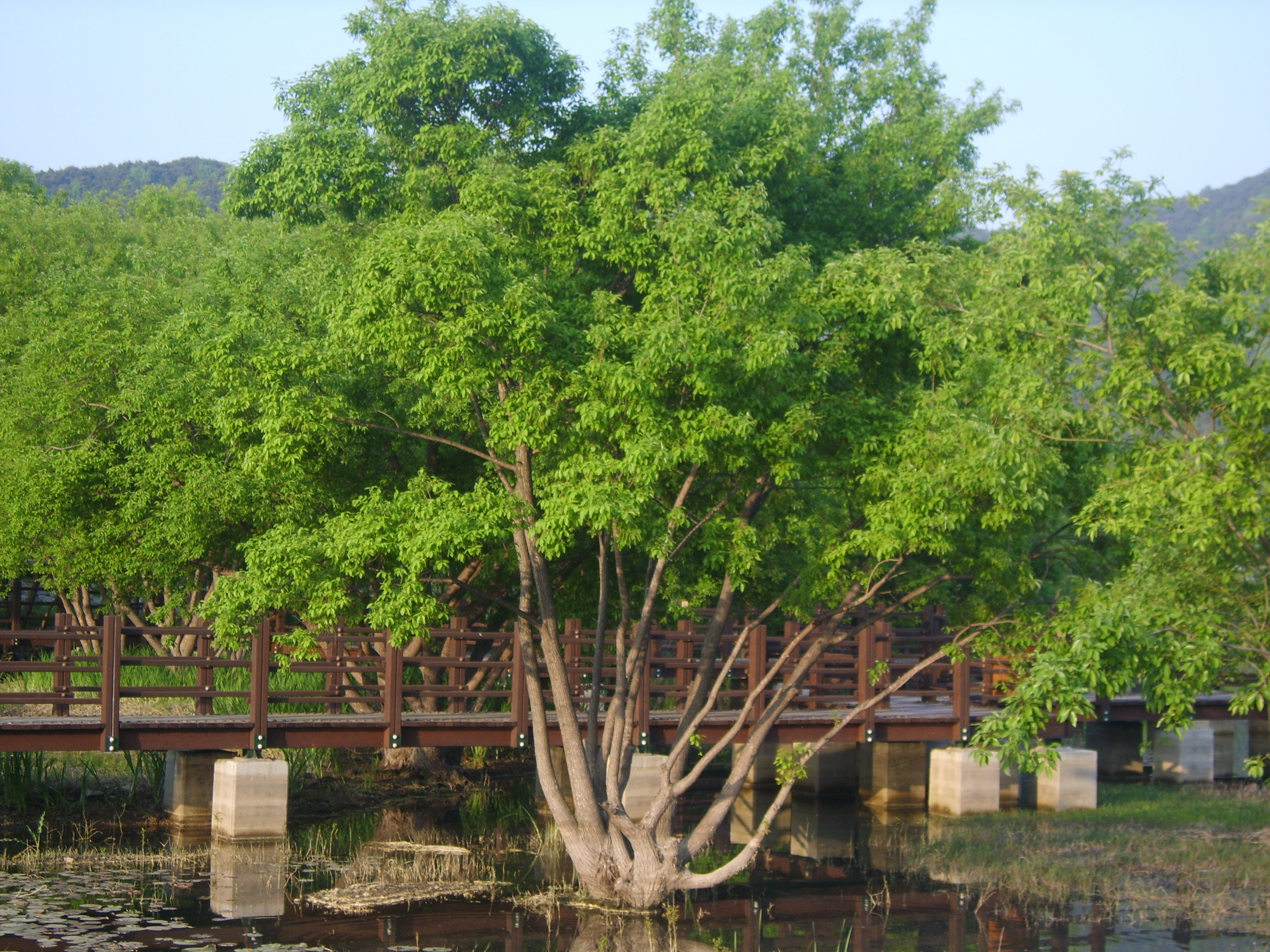
En Corée.

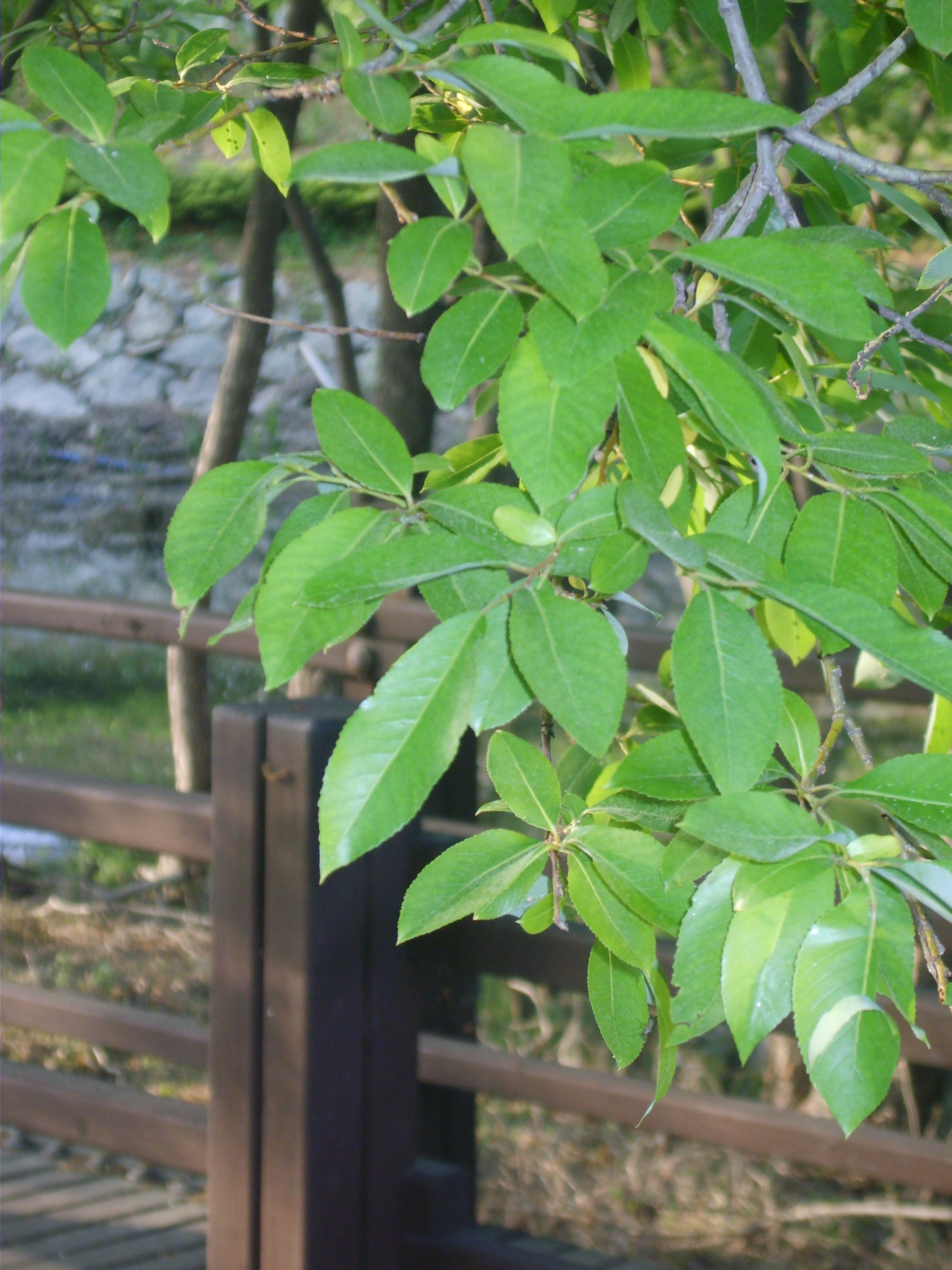
Feuilles brillantes.

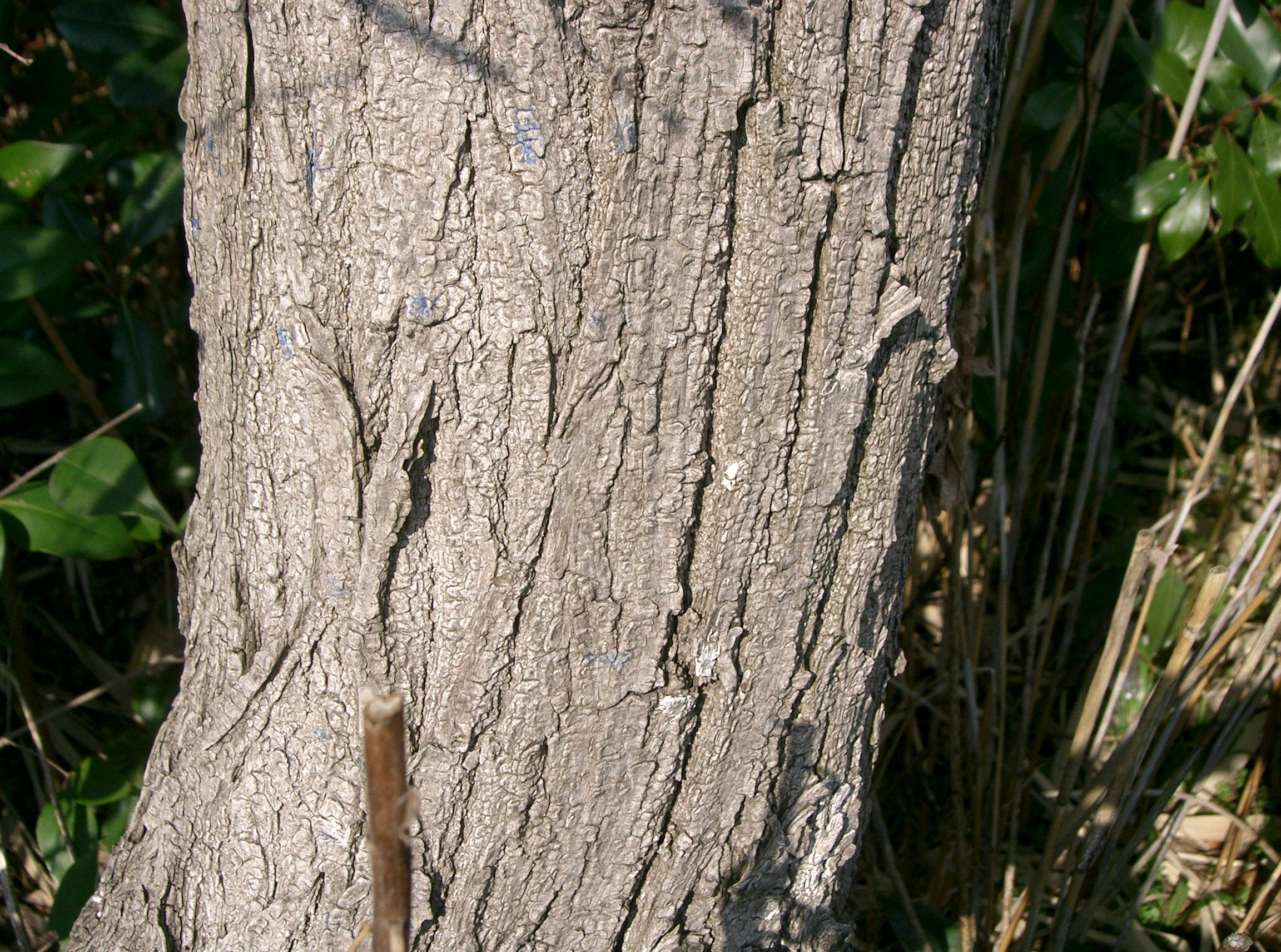
Vieille écorce.

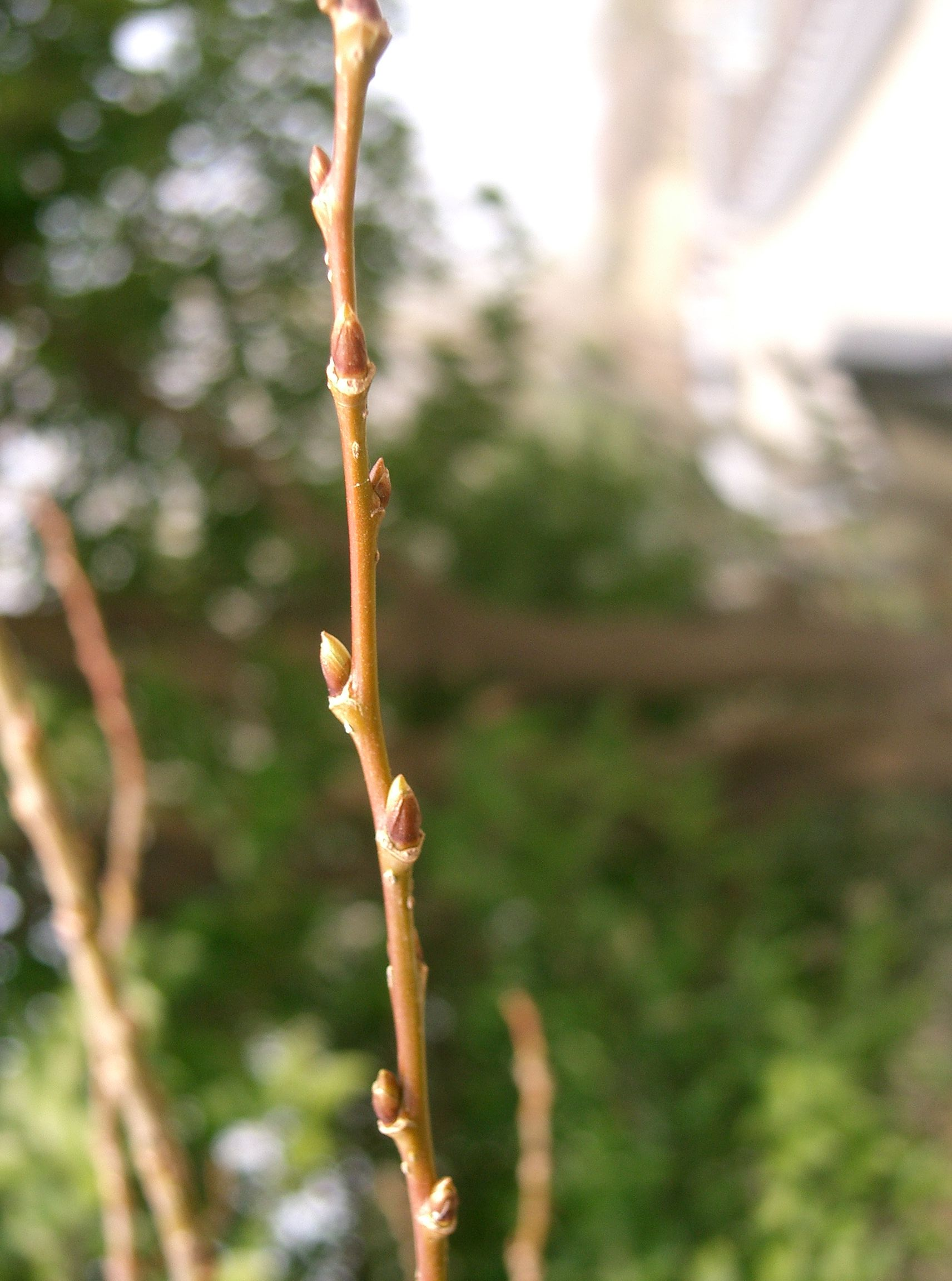
Rameau.

C'est un arbre à feuilles caduques atteignant 10 à 20 m de haut, avec des feuilles gris brun ou brun rougeâtre et des branches brillantes. Le pétiole mesure de 5 à 12 millimètres de long, duveteux quand ils sont jeunes mais devenant glabres en vieillissant.Les feuilles mesurent de 4 à 8 cm de long sur 1,8 à 3,5 ou 4 centimètres de large. Les deux côtés sont glabres, le dessus est vert, le dessous gris brun ou pâle.
Les chatons mâles font 4 à 5 cm de long ; les chatons femelles mesurent de 4 à  5,5 cm de long pour un diamètre d'environ 1 cm. Salix chaenomeloides fleurit en avril, les fruits sont mûrs en mai.
La répartition naturelle se trouve en Corée (Halbinsel) et dans les provinces chinoises du Hebei, du  Jiangsu, du Liaoning, du Shaanxi et du Sichuan, à une altitude inférieure à 1 000 mètres.